# جيمس هارولد كينغ
جيمس هارولد كينغ هو طبيب كندي، ولد في 17 أكتوبر 1871 في Hastings County ‏ في كندا، وتوفي في 10 مايو 1949.